# 鴉宮
鴉宮是一座位于日本大阪府大阪市此花区伝法的神社。

## 祭神
天照大神
配祀：住吉大神、蛭子大神、息長足姫命

## 攝社
- 稲荷神社 - 供奉宇賀魂大神。
- 船玉神社 - 供奉船玉大神。
- 猿田彦神社 - 供奉猿田彦大神。

## 登录有形文化财
- 本殿（1931年建造、2008年4月登録）[1]
- 拜殿（1931年建造、2008年4月登録）[2]
- 中门和透明围栏（1931年建造、2008年4月登録）[3]

## 周边建筑
- 澪標住吉神社（日语：澪標住吉神社）
- 旧鴻池本店（日语：旧鴻池本店）
- 大阪市立伝法小学校（日语：大阪市立伝法小学校）
- 大阪市立此花中学校（日语：大阪市立此花中学校）
- 正蓮寺川（日语：正蓮寺川）
- 淀川